# Пэксан (премия, 2023)
59-я церемония вручения премии «Пэксан» (кор. 제59회 백상예술대상) — ежегодная церемония награждения, организованная JoongAng Group, прошла 28 апреля 2023 года в отеле «Paradise City» в Инчхоне. Ведущими церемонии стали Син Дон Ёп, Пэ Суджи и Пак Погом. Прямая трансляция церемонии в Южной Корее велась на канале JTBC, а на международном уровне — на TikTok.
Премия «Пэксан» — одно из самых престижных и значимых событий в Южной Корее, отмечающее выдающиеся достижения в области кинематографа, телевидения и театра. Номинанты выбираются на основе строгого отбора, который проводят 60 профессиональных экспертов, включая судей и представителей киноиндустрии, телевидения и театра, прошедших тщательный отбор.
Список номинантов был объявлен 7 апреля 2023 года на официальном сайте премии. Для участия в номинации были допущены все работы, вышедшие в период с 1 апреля 2022 года по 31 марта 2023 года.

## Список лауреатов и номинантов
Лауреаты выделены жирным шрифтом и знаком «★», а номинанты курсивом.

### Кинематограф
| Фотография | Гран-при (награду вручал Рю Сын Ван) | Фотография | Лучший фильм (награду вручала Пак Синхе и Пак Хён Сик) |
| ---------- | --- | ---------- | --- |
|            | ★ Решение уйти - Пак Чхан Ук (режиссёр) — «Решение уйти» |            | ★ Ночная сова - Следующая Сохи - Битва у острова Хансан - Охота - Решение уйти |
| Фотография | Лучший режиссёр (награду вручали Ли Джэ Хун и Грег Сюй) | Фотография | Лучший режиссёр-новичок (награду вручали Ли Хоннэ и Ли Юми) |
|            | ★ Пак Чхан Ук — «Решение уйти» - Ким Ханмин — «Битва у острова Хансан» - Ан Тхэ Чжин — «Ночная сова» - Ли Джонджэ — «Охота» - Джули Юнг — «Следующая Сохи» |            | ★ Ан Тхэ Чжин — «Ночная сова» - Ким Се Ин — «Квартира с двумя женщинами» - Пак И Ун — «Девушка на бульдозере» - Ли Сан Ён — «Криминальный город 2» - Ли Джонджэ — «Охота»                                                                                      |
| Фотография | Лучший актёр (награду вручали Соль Гёнгу и Ли Хеён) | Фотография | Лучшая актриса (награду вручали Соль Гёнгу и Ли Хеён) |
|            | ★ Рю Джун Ёль — «Ночная сова» (за роль Чон Кёнсу) - Ма Дон Сок — «Криминальный город 2» (за роль Ма Сок Дока) - Пак Хэ Иль — «Решение уйти» (за роль Хэджуна) - Сон Канхо — «Посредники» (за роль Санхёна) - Чон Усон — «Охота» (за роль Ким Чондо)                                                                |            | ★ Тан Вэй — «Решение уйти» (за роль Сон Сорэ) - Пэ Дуна — «Следующая Сохи» (за роль Ю Джин) - Ян Маль Бок — «Квартира с двумя женщинами» (за роль Сугён) - Ём Джон А — «Жизнь прекрасна» (за роль О Се Ён) - Чон Доён — «Убить Бок Сун» (за роль Гиль Бок Сун) |
| Фотография | Лучший актёр второго плана (награду вручали Чо У Джин и Ли Су Гён) | Фотография | Лучшая актриса второго плана (награду вручали Чо У Джин и Ли Су Гён) |
|            | ★ Пён Ё Хан — «Битва у острова Хансан» (за роль Вакидзавы Ясухару) - Кан Ги Ён — «Переговорщик» (за роль Касима / Ли Бонхана) - Ким Сончхоль — «Ночная сова» (за роль наследного принца Сохёна) - Пак Чи Хван — «Криминальный город 2» (за роль Чан И Су) - Лим Сиван — «Чрезвычайная ситуация» (за роль Джинсока) |            | ★ Пак Се Ван — «6 из 45» (за роль Ёнхи) - Пэ Дуна — «Посредники» (за роль Суджин) - Ан Ын Джин — «Ночная сова» (за роль Чо Со Ён) - Ём Джон А — «Пришельцы» (за роль Хёнсоль) - Ли Ён — «Убить Бок Сун» (за роль Ким Ён Джи)                                   |
| Фотография | Лучшая дебютная мужская роль (награду вручали Ли Хоннэ и Ли Юми) | Фотография | Лучшая дебютная женская роль (награду вручали Ли Хоннэ и Ли Юми) |
|            | ★ Пак Чинён — «Рождественская песнь» (за роль Чу Джу У / Чу Воль У) - Но Джэ Вон — «Пропавшая Юн» (за роль Чон Джунока) - Пён У Сок — «Девушка 20-го века» (за роль Пун Ун Хо) - Со Ингук — «Корабль в Пусан» (за роль Пак Чон Ду) - Он Сону — «Жизнь прекрасна» (за роль Чону)                                    |            | ★ Ким Си Ын — «Следующая Сохи» (за роль Сохи) - Ко Юнджон — «Охота» (за роль Чо Ю Чон) - Ким Хе Юн — «Девушка на бульдозере» (за роль Гу Хе Ён) - Ли Джиын — «Посредники» (за роль Мун Соён) - Ха Юнгён — «Дочь Кён А» (за роль Ёнсу)                          |
| Фотография | Лучший сценарий (награду вручали Ким Бёнчхоль и Ли Му Сэн) | Фотография | Технические достижения (награду вручали Ким Бёнчхоль и Ли Му Сэн) |
|            | ★ Джули Юнг — «Следующая Сохи» - Пак Гю Тэ — «6 из 45» - Ли Джонджэ, Чжо Сын Хи — «Охота» - Пак Чхан Ук, Чон Со Кен — «Решение уйти» - Ан Тхэ Чжин, Хён Кю Ри — «Ночная сова» |            | ★ Ли Мо Гэ (Оператор) — «Охота» - Рю Сонхи (Художник-постановщик) — «Решение уйти» - Чон Сон Чжин, Чон Чхоль Мин (Визуальные эффекты) — «Битва у острова Хансан» - Чо Ён Ук (Музыка) — «Решение уйти» - Хон Сын Чхоль (Световое оформление) — «Ночная сова»    |

#### Фильмы с наибольшим количеством побед
| Количество | Фильм          |
| ---------- | -------------- |
| 3          | Решение уйти   |
| 3          | Ночная сова    |
| 2          | Следующая Сохи |

#### Фильмы с наибольшим количеством номинаций
| Количество | Фильм                      |
| ---------- | -------------------------- |
| 8          | Ночная сова                |
| 7          | Решение уйти               |
| 7          | Охота                      |
| 5          | Следующая Сохи             |
| 4          | Битва у острова Хансан     |
| 3          | Посредники                 |
| 3          | Криминальный город 2       |
| 2          | 6 из 45                    |
| 2          | Убить Бок Сун              |
| 2          | Жизнь прекрасна            |
| 2          | Квартира с двумя женщинами |
| 2          | Девушка на бульдозере      |

### Телевидение
| Фотография | Фотография | Гран-при (награду вручали Хон Чондо и Ом Джонхва) | Гран-при (награду вручали Хон Чондо и Ом Джонхва) |
| ---------- | --- | --- | --- |
|            | | ★ Пак Ынбин (актриса) — «Необычный адвокат У Ён У» (за роль У Ён У) - «Необычный адвокат У Ён У» (сериал) - Ли Сон Мин — «Младший сын семьи чеболя» (за роль Джин Ян Чоля) - Ким Ынсок (сценаристка) — «Слава» - «Слава» (сериал) | |
| Фотография | Лучший сериал (награду вручала Пак Синхе и Пак Хён Сик) | Фотография | Лучший режиссёр (награду вручали Ким Убин и Ли Квансу) |
|            | ★ Слава • Netflix - Мой дневник освобождения • JTBC - Наш блюз • tvN - Необычный адвокат У Ён У • ENA - Маленькие женщины • tvN | | ★ Ю Ин Сик — «Необычный адвокат У Ён У» - Ким Гю Тхэ — «Наш блюз» - Ким Сок Юн — «Мой дневник освобождения» - Ким Хи Вон — «Маленькие женщины» - Ли Чжу Ен — «Анна» |
| Фотография | Лучшая развлекательная программа (награду вручали Ли Ёнджин и Чу Хён Ён) | Фотография | Лучшая обучающая программа (награду вручала Пак Синхе и Пак Хён Сик) |
|            | ★ Psick Show 3 сезон • YouTube - Земная аркада • tvN - 100 атлетов • Netflix - Трансфер любви 2 сезон • TVING - SNL Korea 3 • Coupang Play | | ★ Взрослый Ким Чан Ха • MBC Gyeongnam - Национальная разведывательная служба • Wavve - Во имя Господа: Святое предательство • Netflix - Ваши навыки грамотности+ • EBS - Скрытая Земля: 3 миллиарда лет на Корейском полуострове • KBS                                                         |
| Фотография | Лучший актёр (награду вручали Ли Джунхо и Ким Тхэри) | Фотография | Лучшая актриса (награду вручали Ли Джунхо и Ким Тхэри) |
|            | ★ Ли Сон Мин — «Младший сын семьи чеболя» (за роль Джин Ян Чоля) - Сон Сокку — «Мой дневник освобождения» (за роль Ку Джагёна) - Ли Бёнхон — «Наш блюз» (за роль Ли Дон Сока) - Чон Кён Хо — «Ускоренный курс романтики» (за роль Чхве Чхиёля) - Чхве Мин Сик — «Казино» (за роль Ча Му Сика) | | ★ Сон Хегё — «Слава» (за роль Мун Донын) - Ким Дживон — «Мой дневник освобождения» (за роль Ём Миджон) - Ким Хесу — «Зонтик королевы» (за роль королевы Им Хварён) - Пак Ынбин — «Необычный адвокат У Ён У» (за роль У Ён У) - Пэ Суджи — «Анна» (за роль Ли Юми / Ли Анны)                    |
| Фотография | Лучший актёр второго плана (награду вручали Чо Хён Чхоль и Ким Щин Рок) | Фотография | Лучшая актриса второго плана (награду вручали Чо Хён Чхоль и Ким Щин Рок) |
|            | ★ Чо У Джин — «Суринам» (за роль Пён Ки Тхэ) - Кан Ги Ён — «Необычный адвокат У Ён У» (за роль Чон Мён Сока) - Ким Дохён — «Младший сын семьи чеболя» (за роль Чхве Чанджэ) - Ким Джун Хан — «Анна» (за роль Чхве Джихуна) - Пак Сонхун — «Слава» (за роль Чон Джэджуна)                      | | ★ Лим Джиён — «Слава» (за роль Пак Ёнчжин) - Ким Щин Рок — «Младший сын семьи чеболя» (за роль Джин Хваён) - Ём Хе Ран — «Слава» (за роль Кан Хённам) - Ли Эль — «Мой дневник освобождения» (за роль Ём Киджон) - Чон Ынчхэ — «Анна» (за роль Ли Хёнджу)                                       |
| Фотография | Лучшая дебютная мужская роль (награду вручали Ку Кёхван и Ким Хе Джун) | Фотография | Лучшая дебютная женская роль (награду вручали Ку Кёхван и Ким Хе Джун) |
|            | ★ Мун Санмин — «Зонтик королевы» (за роль наследного принца Саннама / И Кан) - Ким Ган У — «Слава» (за роль Сон Мён О) - Ким Минхо — «Новый рекрут» (за роль Пак Минсока) - Чу Джонхёк — «Необычный адвокат У Ён У» (за роль Квон Мин У) - Хон Гён — «Слабый герой» (за роль О Бом Сока)      | | ★ Ро Юн Со — «Ускоренный курс романтики» (за роль Нам Хэ И) - Ким Хиора — «Слава» (за роль Ли Са-ры) - Ли Кён Сон — «Мой дневник освобождения» (за роль Квак Хе Сук) - Чу Хён Ён — «Необычный адвокат У Ён У» (за роль Дон Гурами) - Ха Юнгён — «Необычный адвокат У Ён У» (за роль Чхве Суён) |
| Фотография | Лучший эстрадный артист (награду вручали Ли Ёнджин и Чу Хён Ён) | Фотография | Лучшая эстрадная артистка (награду вручали Ли Ёнджин и Чу Хён Ён) |
|            | ★ Ким Джонгук - Kian84 - Ким Кёнук - Чон Хён Му - Хван Джэсон | | ★ Ли Ынджи - Ким Минкён - Пак Се Ми - Ли Су Джи - Чу Хён Ён |
| Фотография | Лучший сценарий (награду вручали Ким Бёнчхоль и Ли Му Сэн) | Фотография | Технические достижения (награду вручали Ким Бёнчхоль и Ли Му Сэн) |
|            | ★ Пак Хэ Ён — «Мой дневник освобождения» - Ким Ынсок — «Слава» - Мун Дживон — «Необычный адвокат У Ён У» - Чон Со Кён — «Маленькие женщины» - Хон Чжун Ын, Хон Ми Ран — «Алхимия душ» | | ★ Рю Сон Хи (Художник-постановщик) — «Маленькие женщины» - Но Ён Сим (Музыка) — «Необычный адвокат У Ён У» - Сон Нак Хун, Чжо Чжин Хен, Хван Ин У (Оператор) — «Inkigayo» - Хван Чжин Хе (Визуальные эффекты) — «Необычный адвокат У Ён У» - Чан Чжон Ген (Оператор) — «Слава»                 |

#### Телевизионные программы с наибольшим количеством побед
| Количество | Телевизионная программа  |
| ---------- | ------------------------ |
| 3          | Слава                    |
| 2          | Необычный адвокат У Ён У |

#### Телевизионные программы с наибольшим количеством номинаций
| Количество | Телевизионная программа   |
| ---------- | ------------------------- |
| 10         | Необычный адвокат У Ён У  |
| 9          | Слава                     |
| 7          | Мой дневник освобождения  |
| 4          | Анна                      |
| 4          | Маленькие женщины         |
| 3          | Наш блюз                  |
| 3          | Младший сын семьи чеболя  |
| 2          | Ускоренный курс романтики |
| 2          | Зонтик королевы           |

### Театр
| Лучшая постановка (награду вручала Пак Джи А) | Лучшая постановка (награду вручала Пак Джи А) |
| --- | --- |
| - Не избранные – Doosan Art Center - Jeong Hee-jung – Rabbit Hole Theater - Teenage Dick – National Theater - DRAG x Namjangsinsa [Drag by Namjangsinsa] – Drag King Contest | |
| Лучшая актёрская игра (награду вручали Пак Ван Гю и Хван Сун Ми) | Лучший новичок (награду вручали Ку Кёхван и Ким Хе Джун) |
| - Ха Чжи Сон – Teenage Dick - Квон Ын Хе – DRAG x Namjangsinsa [Drag by Namjangsinsa] - Чхве Хо Ён – Transfers - Чхве Хи Чжин – Nosce - Ха Чжи Ын – The Welkin               | - Now Archive (театр) — Небольшой Одинокий монолог и всегда дружелюбные песни - Пэ Хэ Рюль (писатель) — Давным-давно в Сеуле Жила Азиатская выдра с Маленькими Когтями - Чан Хан Сэ (режиссер) — Конец света наступает Вот Так, Без Грохота, Со Всхлипами. - Джин Чжу (писатель) — Класс - Хан А Рым (режиссер и сценарист) — Пластиковый рай |

### Специальные премии
Голосование за номинации популярности при поддержке TikTok проходило с 11:00 18 апреля по 16:00 26 апреля на сайте TikTok.
| Самый популярный актёр (награду вручали Юн Хёнмин и Ю Инна) | Самая популярная актриса (награду вручали Юн Хёнмин и Ю Инна) | Премия за оказанное влияние (награду вручали Ким Щин Рок и Ким Сан А) |
| ----------------------------------------------------------- | ------------------------------------------------------------- | --------------------------------------------------------------------- |
| ★ Пак Чинён                                                 | ★ Ли Джиын                                                    | ★ Следующая Сохи                                                      |

## Выступления
| Исполнитель                                                          | Песня              | Ссылка |
| -------------------------------------------------------------------- | ------------------ | ------ |
| Пак Чинён, Ким Си Ын, О Чжи Юль, Лим Чжи Хо, Кан Хен о и Ким Чжон Ен | «A Throwing Stone» | [ 12 ] |